# 喀斯喀特 (新罕布什爾州)
喀斯喀特（英語：Cascade）是位於美國新罕布什爾州庫斯縣的非建制地區。

## 歷史
喀斯喀特的郵局於1905年設立，其後於1959年停運。

## 地理
喀斯喀特所處的海拔為高於海平面319米（即1047英呎），而該地所採用的時區為UTC-5，即北美东部时区（EST）。同時該地設有夏令時間，為UTC-5調快一小時，即UTC-4（EDT）。